# 쩌우타인현 (허우장성)
쩌우타인현(베트남어: Huyện Châu Thành / 縣周城)은 베트남 메콩강 삼각주 허우장성의 현이다.

## 행정 구역
쩌우타인현은 1시진, 8사를 관할하고 있다.

### 시진
- 응아사우 시진 (Thị trấn Ngã Sáu, 我𦒹市鎭)
- 마이덤 시진 (Thị trấn Mái Dầm, 梅淫市鎭)

### 사
- 동푸 사 (Xã Đông Phú, 東富社)
- 동프억 사 (Xã Đông Phước, 東福社)
- 동프억A 사 (Xã Đông Phước A, 東福A社)
- 동타인 사 (Xã Đông Thạnh, 東盛社)
- 푸흐우 사 (Xã Phú Hữu, 富有社)
- 푸떤 사 (Xã Phú Tân, 富新社)